# Allarmont
Allarmont je francouzská obec v departementu Vosges, v regionu Grand Est, 23 kilometrů od Saint-Dié-des-Vosges. Obcí protéká říčka Plaine.

## Znak
Dva zlatí lososi ve znaku jsou převzati z erbu knížat ze Salmu.

## Vývoj počtu obyvatel
Počet obyvatel